# Uniwersytet Jagielloński

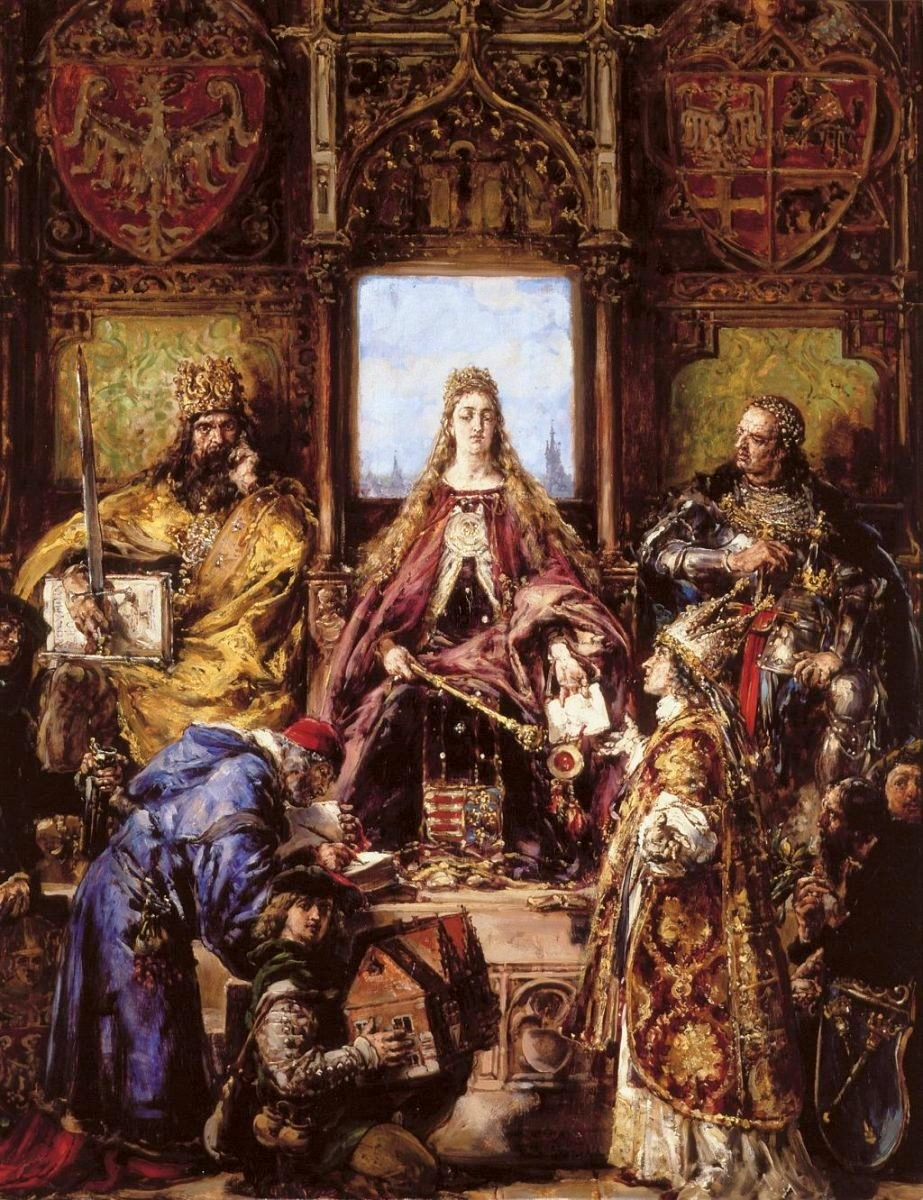
Jan Matejko, „Dzieje Cywilizacji w Polsce”, Założenie Szkoły Głównej przeniesieniem do Krakowa ugruntowane. R.P. 1361–1399–1400, 1888

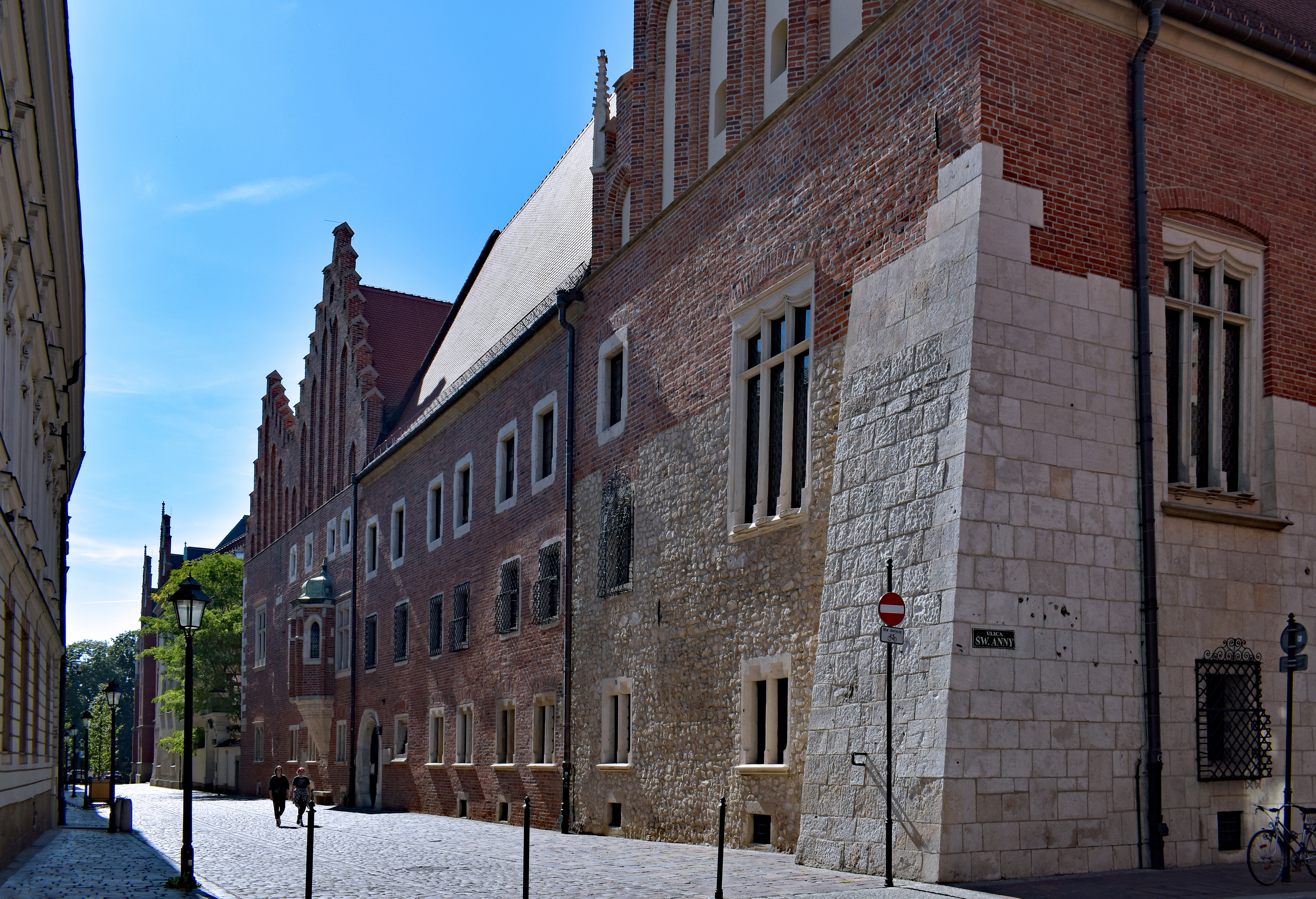
Collegium Maius najstarszy budynek Uniwersytetu, widok od strony ul. Jagiellońskiej

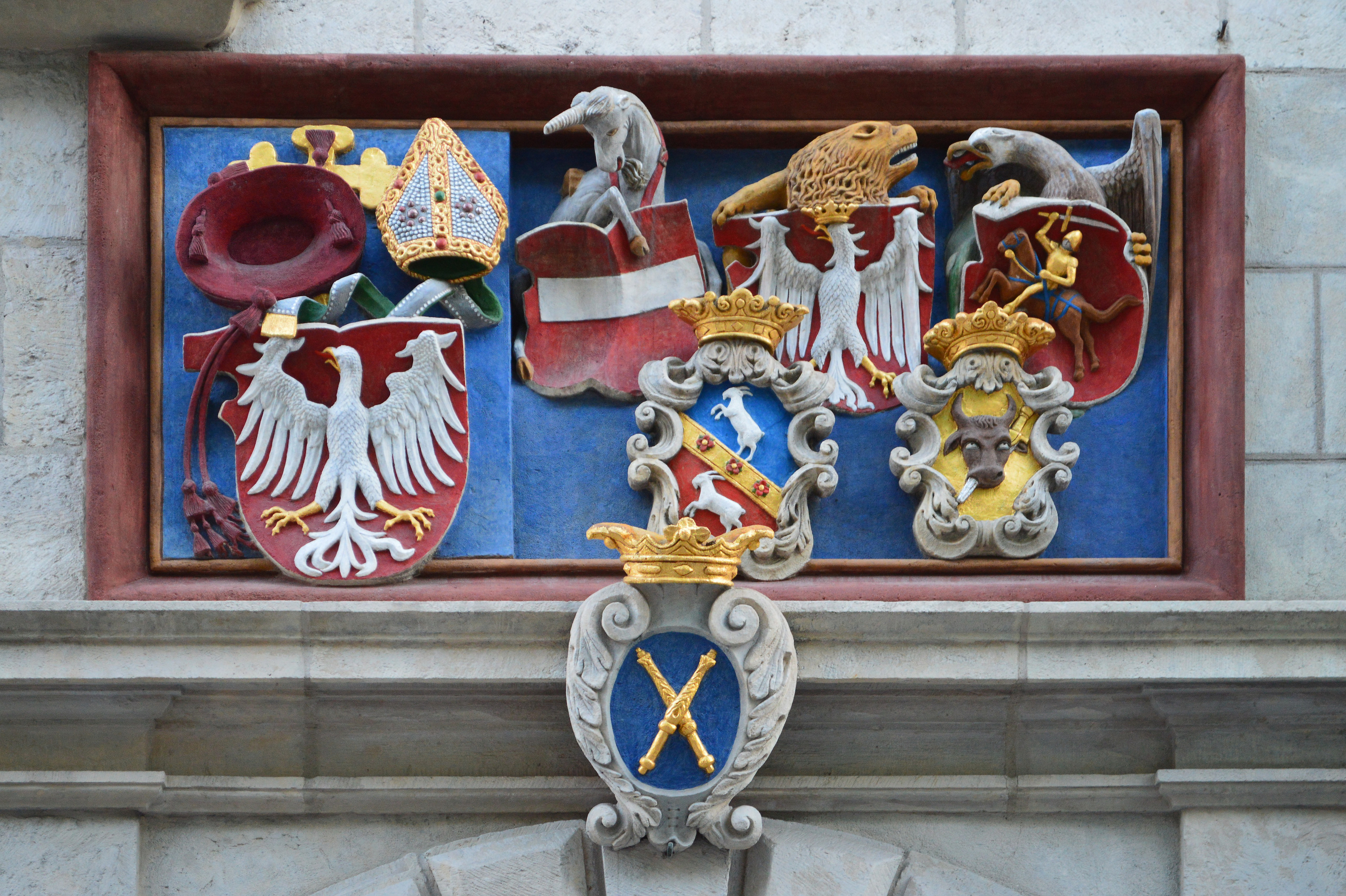
Fryz heraldyczny na budynku Collegium Maius, od lewej: herby biskupów krakowskich, kanclerzy Akademii Krakowskiej: kardynała Fryderyka Jagiellończyka (z kapeluszem kardynalskim), Stanisława Szembeka, Kazimierza Łubieńskiego, nad nimi od lewej: herb Habsburgów Elżbiety Rakuszanki, herb Korony Królestwa Polskiego, herb Wielkiego Księstwa Litewskiego, na dole herb Akademii Krakowskiej

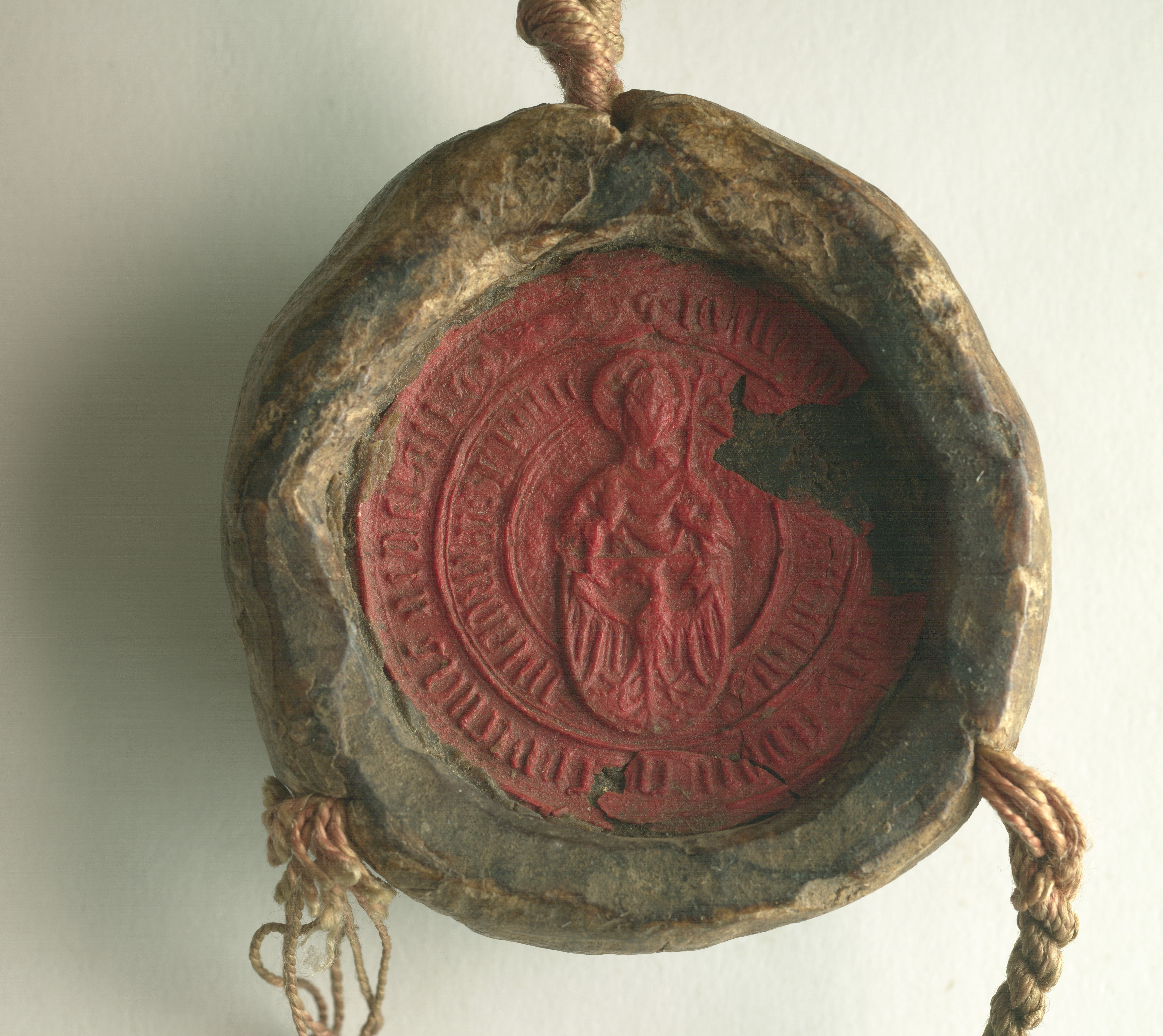
Pieczęć Akademii Krakowskiej z 1420 roku. W polu pieczęci Święty Stanisław z prawą ręką uniesioną w geście błogosławieństwa, a w lewej trzymający pastorał, oparty o tarczę z orłem

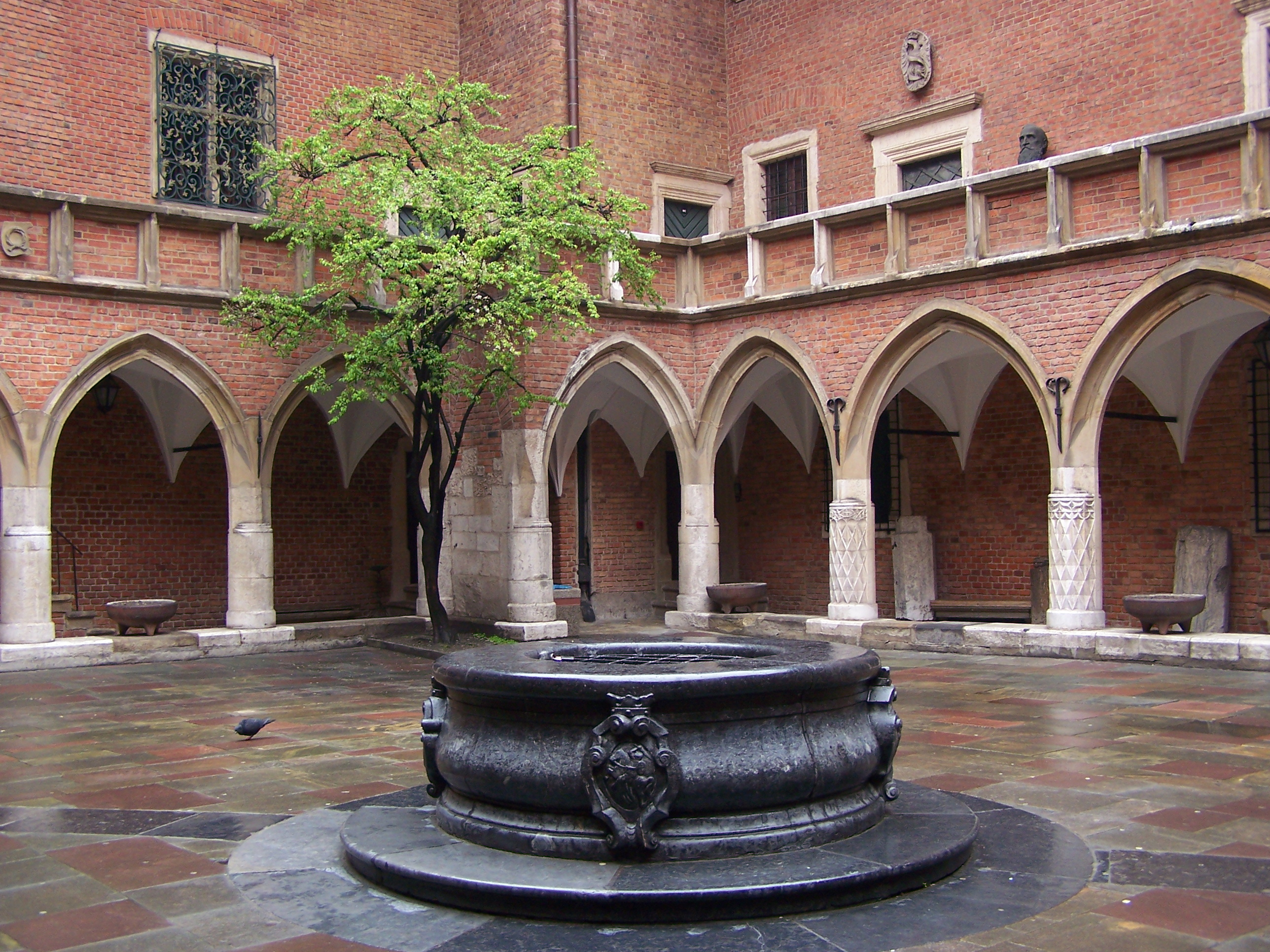
Dziedziniec Collegium Maius

Uniwersytet Jagielloński (skr. UJ) – polski publiczny uniwersytet w Krakowie, najstarsza polska uczelnia, jeden z najstarszych uniwersytetów na świecie.
Uniwersytet (studium generale) został założony w 1364 roku w Kazimierzu z fundacji Kazimierza III Wielkiego, i składał się początkowo z trzech wydziałów: sztuk wyzwolonych, medycyny i prawa. Był to drugi, po powstałym w 1348 roku Uniwersytecie w Pradze, uniwersytet założony w środkowej Europie. Reaktywowany około 1390 roku przez Jadwigę Andegaweńską. Oficjalnie odnowiony w 1400 roku w Krakowie przez Władysława II Jagiełłę z fundacji Jadwigi Andegaweńskiej, poszerzony o wydział teologiczny, utworzony dzięki zabiegom Jadwigi w 1397 roku. W 1817 r. nadano mu nazwę „Jagielloński”, by podkreślić związki uniwersytetu z dynastią Jagiellonów.
W XV i na początku XVI w. Uniwersytet Krakowski przeżywał okres rozkwitu, jednak już w wieku XVI znalazł się w kryzysie, podupadł i stracił pozycję. Kryzys ten pogłębiał się w wieku XVII i XVIII. W 1777 roku Hugo Kołłątaj, występując jako wizytator Komisji Edukacji Narodowej, podjął próbę zreformowania i poprawy poziomu naukowego uczelni – wówczas Szkoły Głównej Koronnej. Reforma polegała na stworzeniu nowej struktury organizacyjnej, wprowadzeniu wykładów z literatury polskiej, nauk przyrodniczych, powstaniu obserwatorium astronomicznego, ogrodu botanicznego, klinik oraz pierwszych laboratoriów. Język polski został głównym językiem wykładowym, a profesorami zostali uczeni wykształceni za granicą w duchu filozofii oświecenia. Umożliwiono dostęp do nauki studentom pochodzącym z mieszczaństwa.
W latach Rzeczypospolitej Krakowskiej (1815–1846) Uniwersytet Jagielloński odgrywał istotną rolę w życiu politycznym, jednak ani poziom nauczania, ani liczba studentów nie podniosły się znacząco. W pierwszej połowie XIX wieku większymi ośrodkami akademickimi od krakowskiego stały się uczelnie w Warszawie i Wilnie. Dopiero przyznanie Galicji autonomii w ramach monarchii austro-węgierskiej w 1867 roku przyniosło poprawę sytuacji uniwersytetu, prowadząc do dynamicznego rozwoju badań przyrodniczych i humanistyki.
Pierwsze kobiety mogły podjąć studia na uczelni w 1894 roku. Pierwsza kobieta została wykładowczynią w 1927 r. W dwudziestoleciu międzywojennym Uniwersytet Jagielloński kontynuował działalność i był dużym ośrodkiem akademickim w odrodzonej Polsce (1918–1939). W roku akademickim 1937/38 na wszystkich wydziałach uniwersytetu wprowadzono zasadę numerus clausus dla studentów pochodzenia żydowskiego, a w roku akademickim 1938/39 nie przyjęto żadnej osoby pochodzenia żydowskiego na medycynę i farmację. W listopadzie 1938 na UJ zaprowadzono getto ławkowe.
6 listopada 1939, wkrótce po wybuchu II wojny światowej i zajęciu Krakowa, niemieccy okupanci w ramach akcji Sonderaktion Krakau zgromadzili pod pretekstem wykładu ponad stu czterdziestu profesorów i asystentów uniwersytetu, których aresztowano i zesłano do obozu koncentracyjnego w Sachsenhausen. W czasie trwania wojny (1939–1945) uniwersytet był zamknięty, lecz kilkuset studentów i profesorów brało udział w tajnym nauczaniu.
W latach powojennych kontrolę nad uczelnią przejęły władze Polski Ludowej, w szczególności Polska Zjednoczona Partia Robotnicza (wcześniej PPR). W okresie stalinizmu w zajęciach dydaktycznych, szczególnie w zakresie nauk społecznych, została narzucona doktryna marksizmu-leninizmu. W latach 1950–1954 z kilku wydzielonych wydziałów utworzono nowe uczelnie wyższe, w tym: Akademię Rolniczą, Akademię Wychowania Fizycznego i Akademię Medyczną. Zlikwidowano też Wydział Teologiczny. Sytuacja uległa zmianie od października 1956, gdy uniwersytet odzyskał częściowo autonomię. W marcu 1968 roku oddziały ZOMO wtargnęły na teren Collegium Novum UJ i pobiły tam protestujących studentów. Po transformacji w 1989 uniwersytet rozpoczął działalność w nowych warunkach, przywrócono mu szeroką autonomię. W 1993 włączono na powrót w struktury UJ Collegium Medicum.
Wśród absolwentów uczelni na przestrzeni lat byli ludzie kultury, nauki, duchowni, politycy oraz władcy, m.in. astronom Mikołaj Kopernik (XV w.), poeta Jan Kochanowski (XVI w.), król Polski Jan III Sobieski (XVII w.), pisarz oświeceniowy Hugo Kołłątaj (XVIII w.), fizyk Karol Olszewski (XIX w.), antropolog Bronisław Malinowski, pisarz Stanisław Lem i prezydent RP Andrzej Duda (XX w.). Studiowali na niej również (nie uzyskując dyplomu) m.in. historyk Jan Długosz (XV w.), artysta Stanisław Wyspiański, przyszły papież Karol Wojtyła i poetka Wisława Szymborska (XX w.). Wśród wybitnych profesorów byli prawnik Paweł Włodkowic (XV w.), medyk i historyk Maciej Miechowita (XVI w.), historycy Józef Szujski, Michał Bobrzyński (XIX w.) i Władysław Konopczyński oraz filozof Roman Ingarden (XX w.).
Współcześnie w skład UJ wchodzi trzynaście wydziałów głównych oraz trzy wydziały Collegium Medicum. W 2016 roku uczelnia zatrudniała na wszystkich wydziałach około czterech tysięcy pracowników naukowych, studiowało na niej ponad czterdzieści tysięcy osób: studentów, doktorantów oraz słuchaczy studiów podyplomowych. W 2021 roku w rankingu szkół wyższych miesięcznika Perspektywy UJ został sklasyfikowany jako najlepsza uczelnia wyższa w Polsce.
Uniwersytet posiada i wykorzystuje do celów dydaktyczno-naukowych szereg budynków, które są zlokalizowane na terenie Krakowa: I Kampus w obrębie Starego Miasta, II Kampus w obrębie ulicy Krupniczej i Alei Trzech Wieszczów, III Kampus na Ruczaju, obiekty Collegium Medicum w obrębie ulic Kopernika i Śniadeckich oraz liczne inne obiekty rozproszone na terenie miasta i poza nim. Główną biblioteką uniwersytecką jest Biblioteka Jagiellońska – jedna z największych bibliotek w Polsce. W najstarszym gmachu uniwersyteckim Collegium Maius znajduje się Muzeum Uniwersytetu Jagiellońskiego, stworzone przez Karola Estreichera.
Jako jedyna uczelnia w Polsce Uniwersytet Jagielloński jest członkiem wielu stowarzyszeń zrzeszających najbardziej prestiżowe uniwersytety świata, m.in. Grupy Coimbra, Europaeum czy Sieci Utrechckiej.

## Historia

### Założenie uniwersytetu
Podobnie jak inne średniowieczne uniwersytety, uczelnia w Krakowie funkcjonowała początkowo jako studium generale. Powstała ona staraniem króla Kazimierza III Wielkiego 12 maja 1364 roku i była drugą uczelnią uniwersytecką po uniwersytecie praskim (1348 r.) w tej części Europy. Faktycznie Uniwersytet swoją działalność rozpoczął dopiero w 1367 roku, prowadząc wykłady na trzech wydziałach: sztuk wyzwolonych (1 katedra), medycyny (2 katedry) i prawa (8 katedr, w tym 5 prawa rzymskiego). Uczelnia wzorowana była na uniwersytetach włoskich (w szczególności Uniwersytecie Bolońskim), ściśle związanych z państwem, z czołową pozycją wydziału obojga praw i bez wydziału teologii (w przeciwieństwie do Uniwersytetu Praskiego, wzorowanego na paryskim modelu uniwersyteckim i podlegającym Kościołowi). Ustrój wewnętrzny oparty był na samorządzie studentów niezależnym od czynników kościelnych. Po raz pierwszy w historii studenci prawa po wykładach mieli odbywać swego rodzaju praktyki w sądach. Krakowskie studium generale ukończyło tylko 6 osób na wydziale artium. Rychła śmierć króla w 1370 oraz brak zainteresowania ze strony Ludwika Węgierskiego doprowadziła do zaniechania jego działalności. Z dorobku naukowego z czasów Kazimierza Wielkiego zachowały się trzy kodeksy, m.in. z 1367 r. (kolofon: in castro Cracoviensi seu in universitate studii) oraz z 1369 r. (kolofon: per manus cuisdam studentis).
W 1390 roku został reaktywowany, a w 1391 wznowił swoje nauczanie dzięki osobistym zabiegom królowej Jadwigi Andegaweńskiej na dworze papieskim. W swoim testamencie królowa zapisała krakowskiej uczelni swój majątek osobisty. Klejnoty władczyni umożliwiły odnowienie uniwersytetu w 1400 roku w pełnym kształcie, z czterema wydziałami typowymi dla średniowiecznych uniwersytetów. Spośród nich najważniejszy był Wydział Teologiczny, który dla każdego profesora był ukoronowaniem kariery naukowej. Wydział ten utworzony został jeszcze za życia Jadwigi, w 1397 roku dzięki uzyskanej przez królową bulli papieskiej Bonifacego IX. Uniwersytet Jagielloński był pierwszym uniwersytetem w Europie posiadającym samodzielne katedry matematyki i astronomii. Zostały one utworzone w 1406 roku.
Był instytucją kościelną i duchowną, z ramienia Stolicy Apostolskiej nadzór nad nim sprawował biskup krakowski jako kanclerz urodzony. Był także korporacją prawną, posiadał samorząd swojego majątku i własne sądownictwo spoczywające w ręku rektora.

### Rozkwit Akademii Krakowskiej
W XV i na początku XVI wieku Uniwersytet Krakowski przeżywał okres rozkwitu. Studiowali na nim także studenci zagraniczni. Wówczas to rektorami uczelni byli Stanisław ze Skarbimierza i Paweł Włodkowic. Znana była krakowska szkoła matematyczna i astrologiczna. W Krakowie studiował Mikołaj Kopernik, a także wielu późniejszych profesorów zachodnioeuropejskich. Kraków był też ważnym ośrodkiem naukowym nauk alchemicznych, których uczyli profesorowie medycyny.

### Zmierzch świetności
Upadek Uniwersytetu Krakowskiego zaczął się już w dobie humanizmu, około 1460 roku. Pierwsze reformy dyscyplinarne potrzebne były już w latach 1480, 1485 i 1491. Biskup krakowski Jan Konarski i synody prowincjonalne w latach 1505, 1510 i 1523 oraz papież Leon X domagali się reformy akademii poprzez rozszerzenie nauczania nauk przyrodniczych i humanistycznych oraz wprowadzenie greki i języka hebrajskiego.
Ze względu na to, że nurty reformacji zostały odrzucone przez władze Uniwersytetu Krakowskiego, druki innowiercze podlegały cenzurze, a profesorowie – zwolennicy reformacji opuścili miasto, akademia straciła studentów zagranicznych, a liczba studentów polskich i litewskich zmalała. Bogatsi coraz częściej wybierali studia za granicą, w Niemczech, Bolonii czy Padwie. W Krakowie studiowała młodzież uboższa, oddająca się rabusiostwu, bójkom krwawym, napadom rozbójniczym po okolicy, dzikości i barbarzyństwu.
Król Zygmunt I Stary dla poparcia krajowej Almae Matris, zakazał w 1534 roku specjalnym edyktem, cofniętym zresztą już w kilka lat później, wyjazdów na uniwersytety zagraniczne, a w 1544 roku nadał przywilej szlachectwa zasłużonym dwudziestoletnią pracą nauczycielską profesorom Uniwersytetu Krakowskiego.
Wprawdzie pod koniec XVI wieku studiowały tu jeszcze takie znakomitości jak Jan Kochanowski, Andrzej Frycz Modrzewski, Marcin Kromer czy Mikołaj Rey, ale upadek uniwersytetu się pogłębiał.
Wieki XVII i XVIII pogłębiały tylko kryzys uczelni. Uniwersytet uwikłał się w konflikt z jezuitami, popieranymi przez króla. W 1612 roku Uniwersytet Krakowski powstrzymał przekształcenie kolegium jezuickiego w Poznaniu w uniwersytet. Pozytywnym elementem było utworzenie sieci szkół związanych z uczelnią tzw. kolonii akademickich, z których pierwsze było Kolegium Nowodworskiego. W tym trudnym okresie działali dwaj znani uczeni Jan Brożek i Stanisław Pudłowski.

#### Wielka reforma Szkoły Głównej Koronnej
W połowie XVIII wieku pojawiły się pierwsze reformy. Uniwersytety w tamtym okresie miały stać się w zasadzie wyższymi szkołami zawodowymi. Wprowadzono m.in. systematyczne nauczanie języków niemieckiego i francuskiego, wykłady na temat prawa polskiego, geografii i inżynierii wojskowej. W roku 1748 powstała katedra prawa natury. Niepowodzeniem skończyły się za to starania o sprowadzenie do Krakowa wykładowców z zagranicy.
Józef Alojzy Putanowicz opracował Ordinationem Studiorum Faciltatis Philosophicae, na podstawie którego utworzono katedrę filozofii eklektycznej, dzięki czemu obok scholastyki wykładano również filozofię Kartezjusza, Leibnitza, a także zapomnianego wówczas Mikołaja Kopernika oraz Galileusza.
Putanowicz zreformował wówczas również nauczanie przedmiotów matematyczno-fizycznych, dzieląc je na cztery klasy:
| Klasa I                                                                              | Klasa II                                                           | Klasa III                                                         | Klasa IV                                                                                |
| ------------------------------------------------------------------------------------ | ------------------------------------------------------------------ | ----------------------------------------------------------------- | --------------------------------------------------------------------------------------- |
| - arytmetyka, - geometria teoretyczna, - trygonometria płaska i sferyczna, - algebra | - mechanika, - statyka, - hydrostatyka, - hydraulika, - aerometria | - optyka, - perspektywa, - katoptryka, - dioptryka, - astronomia, | - geografia, - hydrografia, - chronologia, - gnomika, - architektura cywilna i wojskowa |

W latach 1775–1792 uczelnia czynnie uczestniczyła w reformach przeprowadzanych przez Komisję Edukacji Narodowej. Drukarnia uniwersytecka zajmowała się publikowaniem szeregu podręczników do nauki początkowej przygotowanych przez Towarzystwo do Ksiąg Elementarnych w tym polskiego elementarza dla szkół parafialnych. Po akceptacji były one drukowane w krakowskiej uczelni i rozsyłane po kosztach do szkół w całej Rzeczypospolitej Obojga Narodów .
Reformy objęły również samą uczelnię. W 1777 roku Hugo Kołłątaj podjął próbę zreformowania akademii w oparciu o projekt O wprowadzeniu dobrych nauk do Akademii Krakowskiej i założeniu Seminarium na nauczycielów szkół wojewódzkich. Projekt ten postulował nazwanie uczelni Atheneum Augusti i podzielenie jej na pięć wydziałów (akademii):
- Akademia Nauk Pięknych,
- Akademia Filozofów,
- Akademia Lekarska,
- Akademia Prawna,
- Akademia Teologiczna.

Kołłątaj zakończył nauczanie filozofii scholastycznej w Akademii Filozofów. Kursy prowadzone na uniwersytecie miały trwać rok, a warunkiem ich podjęcia było ukończenie szkoły wojewódzkiej.

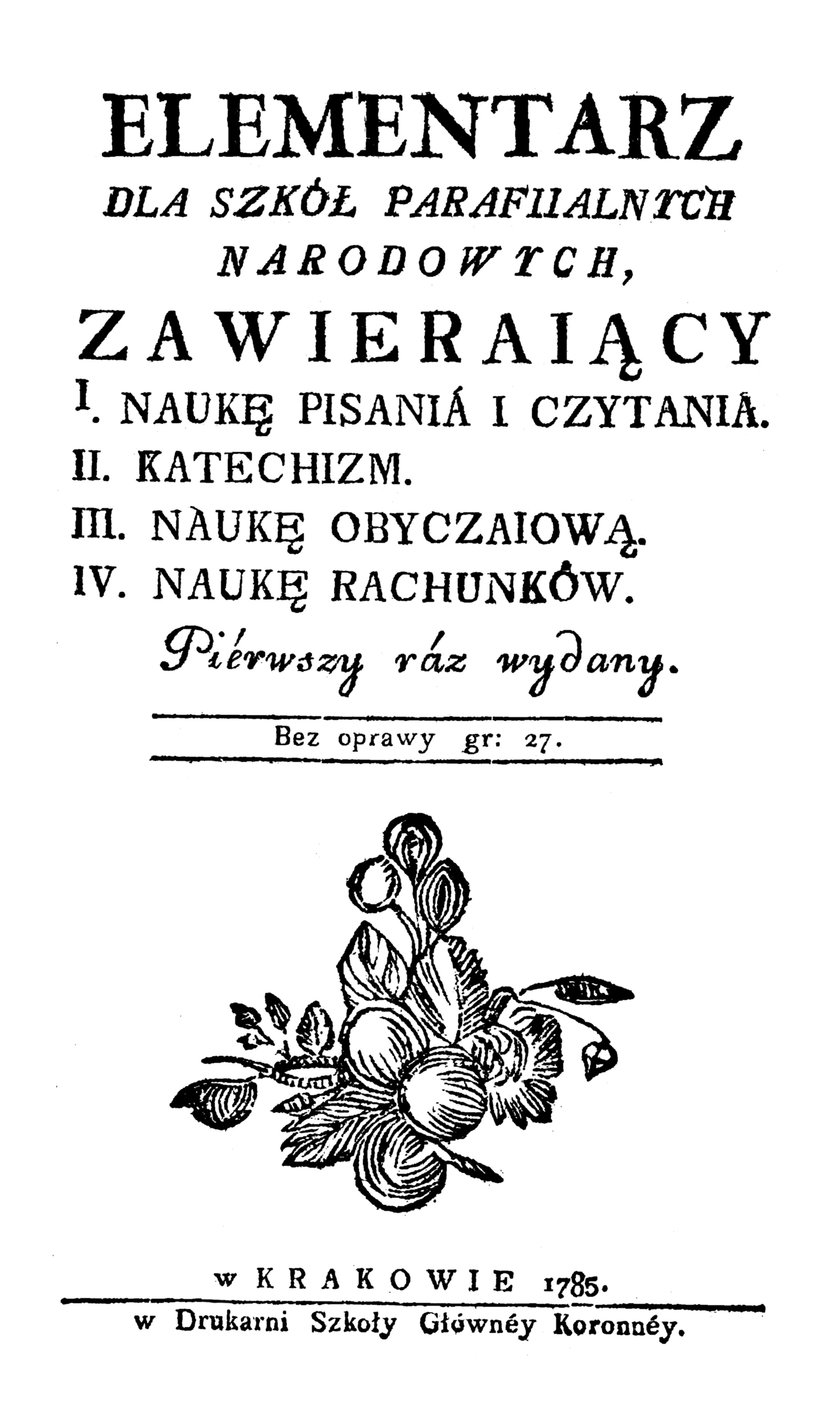
Elementarz... z 1785 wydrukowany w drukarni uniwersyteckiej z ramienia TKE
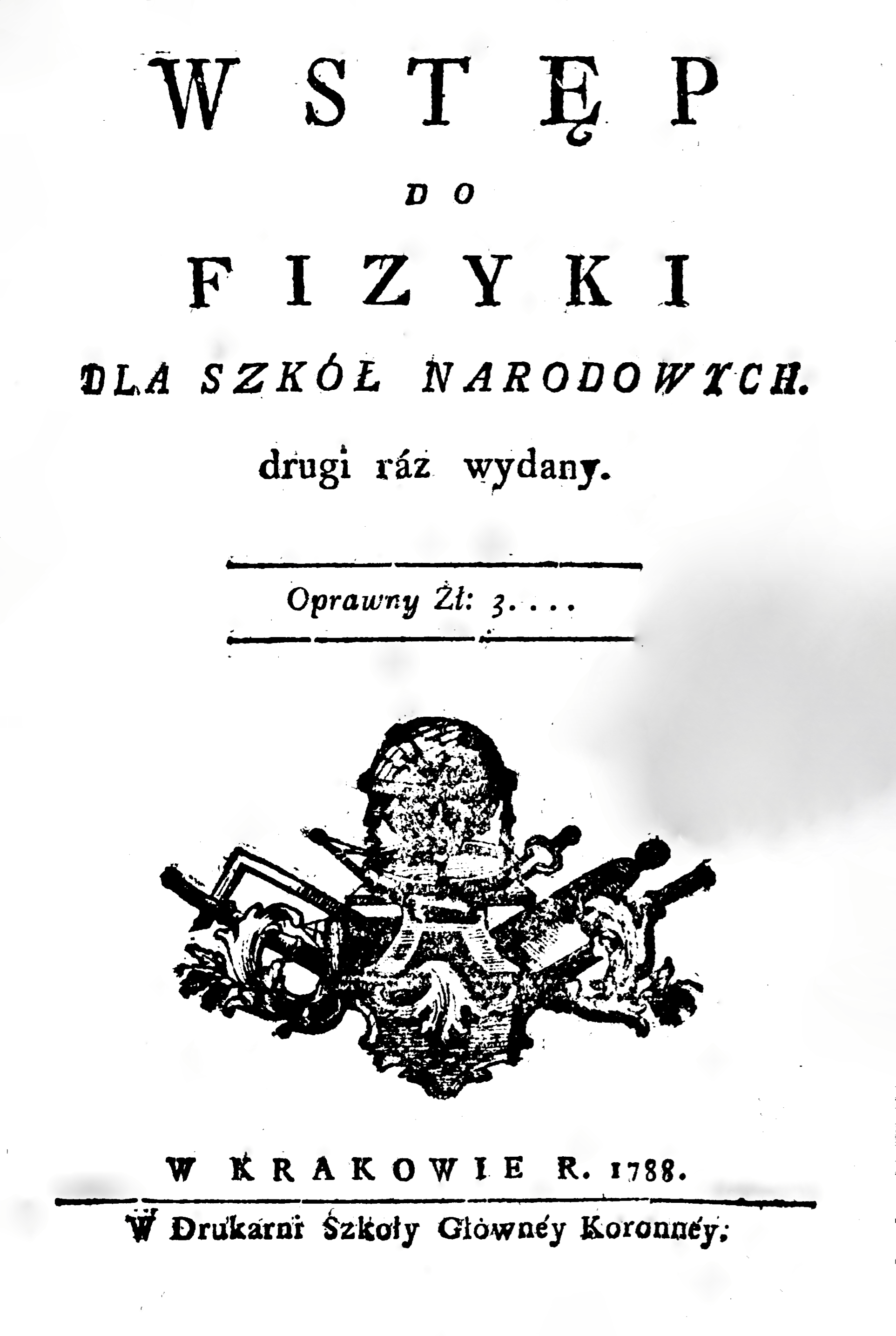
Wstęp do fizyki dla szkół narodowych, (1788).
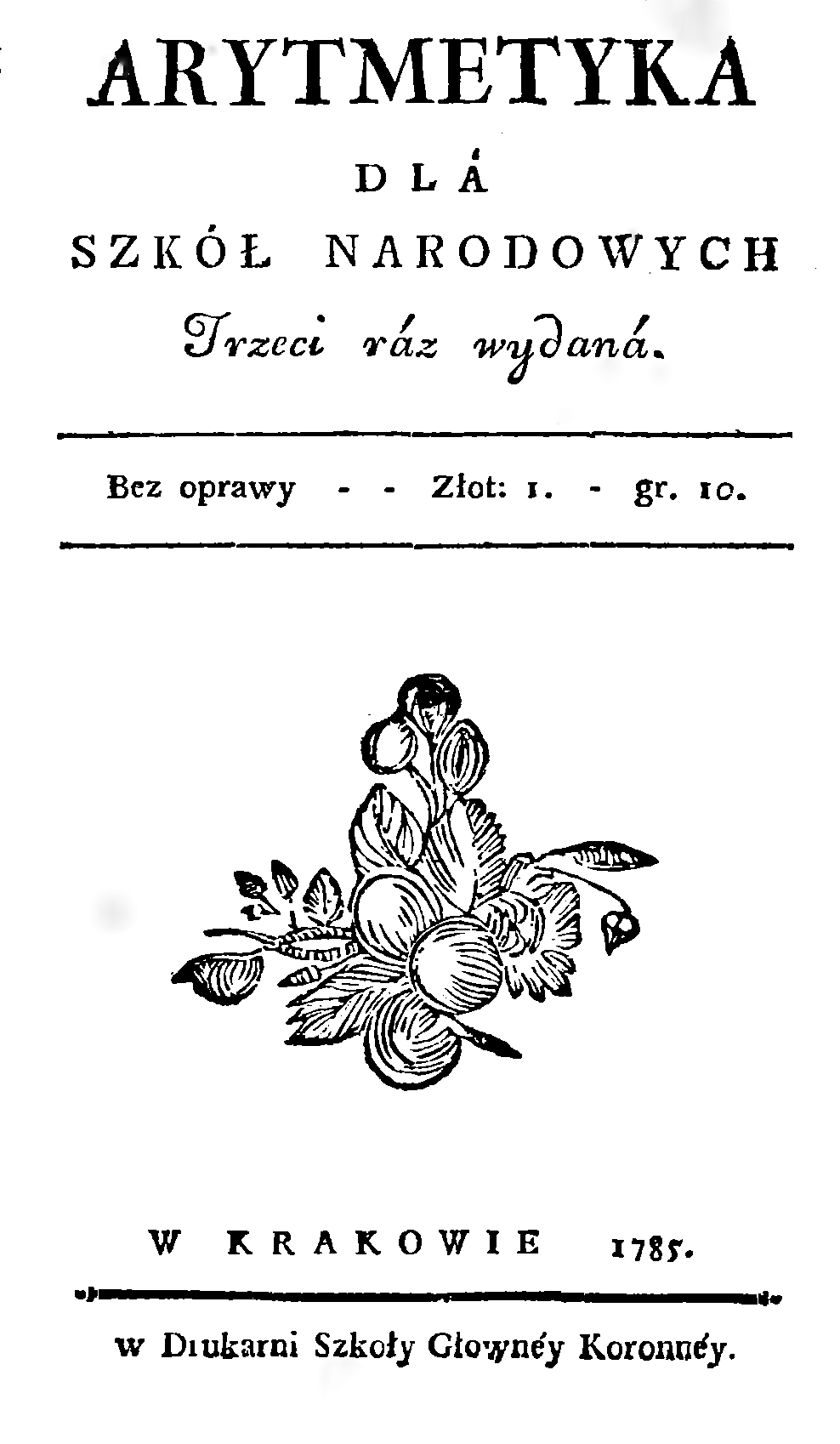
Arytmetyka dla szkół narodowych, (1785).
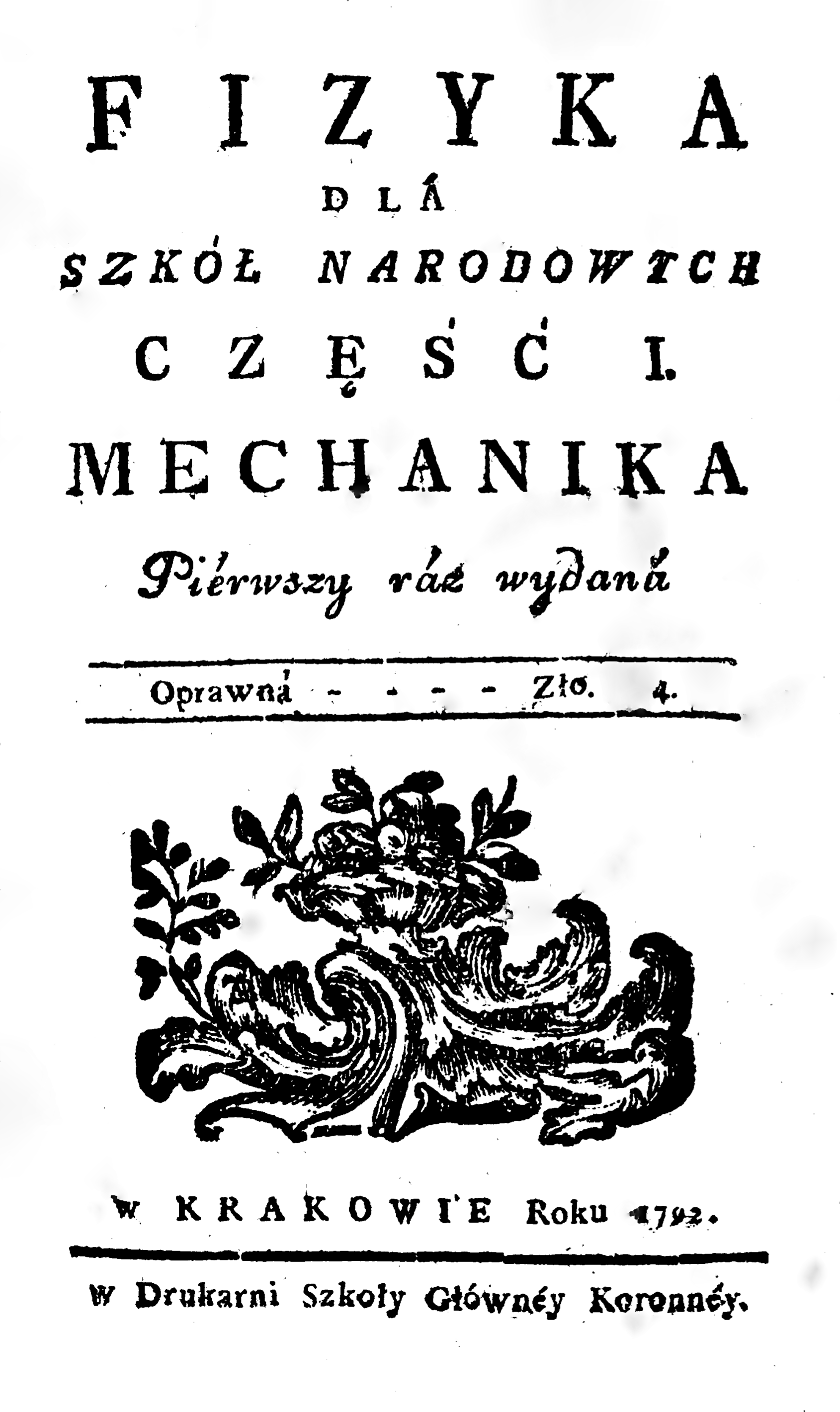
Michał Jan Hube, Fizyka dla szkół narodowych (1792).

### Okres zaborów
Rozbiory Polski postawiły pod znakiem zapytania dalsze funkcjonowanie uniwersytetu. Po wkroczeniu wojsk austriackich podjęto decyzję o jego zamknięciu i dopiero interwencja w Wiedniu uchroniła go od takiego losu. Jednak jego rola została znacznie umniejszona. Również wcielenie Krakowa do Księstwa Warszawskiego nie zmieniło tej sytuacji. W Rzeczypospolitej Krakowskiej uniwersytet odgrywała istotną rolę polityczną. Posiadała szeroką autonomię wewnętrzną i znaczący wpływ na politykę państwa (władza rektora była w bardzo niewielkim stopniu ograniczona przez Senat Wolnego Miasta. Poza tym uczelnia delegowała trzech swych reprezentantów do 41 – osobowego Zgromadzenia Ogólnego i dwóch do Senatu). Jednak ani jej poziom, ani liczba studentów nie podwyższyły się znacząco, a pod względem prestiżu naukowego dała się wyprzedzić Warszawie i Wilnu. Od 1846, gdy Kraków ponownie włączono do Austrii, rząd w Wiedniu nie zmienił swojej wrogiej polityki.
Dopiero przyznanie autonomii Galicji w ramach monarchii austro-węgierskiej przyniosło także poprawę sytuacji uniwersytetu. W międzyczasie zmieniono nazwę na Uniwersytet Jagielloński – funkcjonującą do dziś. W tym drugim okresie świetności uniwersytetu swoje badania prowadzili, m.in.: Karol Olszewski, Zygmunt Wróblewski, Napoleon Cybulski, Tadeusz Browicz, Marian Smoluchowski, Leon Marchlewski, Władysław Natanson, Kazimierz Żórawski oraz Stanisław Zaremba. Wśród nauk humanistycznych czołowymi przedstawicielami byli Michał Bobrzyński, Józef Szujski, Stanisław Smolka, Kazimierz Morawski, Franciszek Piekosiński, Edmund Krzymuski, Jan Baudouin de Courtenay, Fryderyk Zoll, Stanisław Wróblewski czy Stanisław Estreicher.

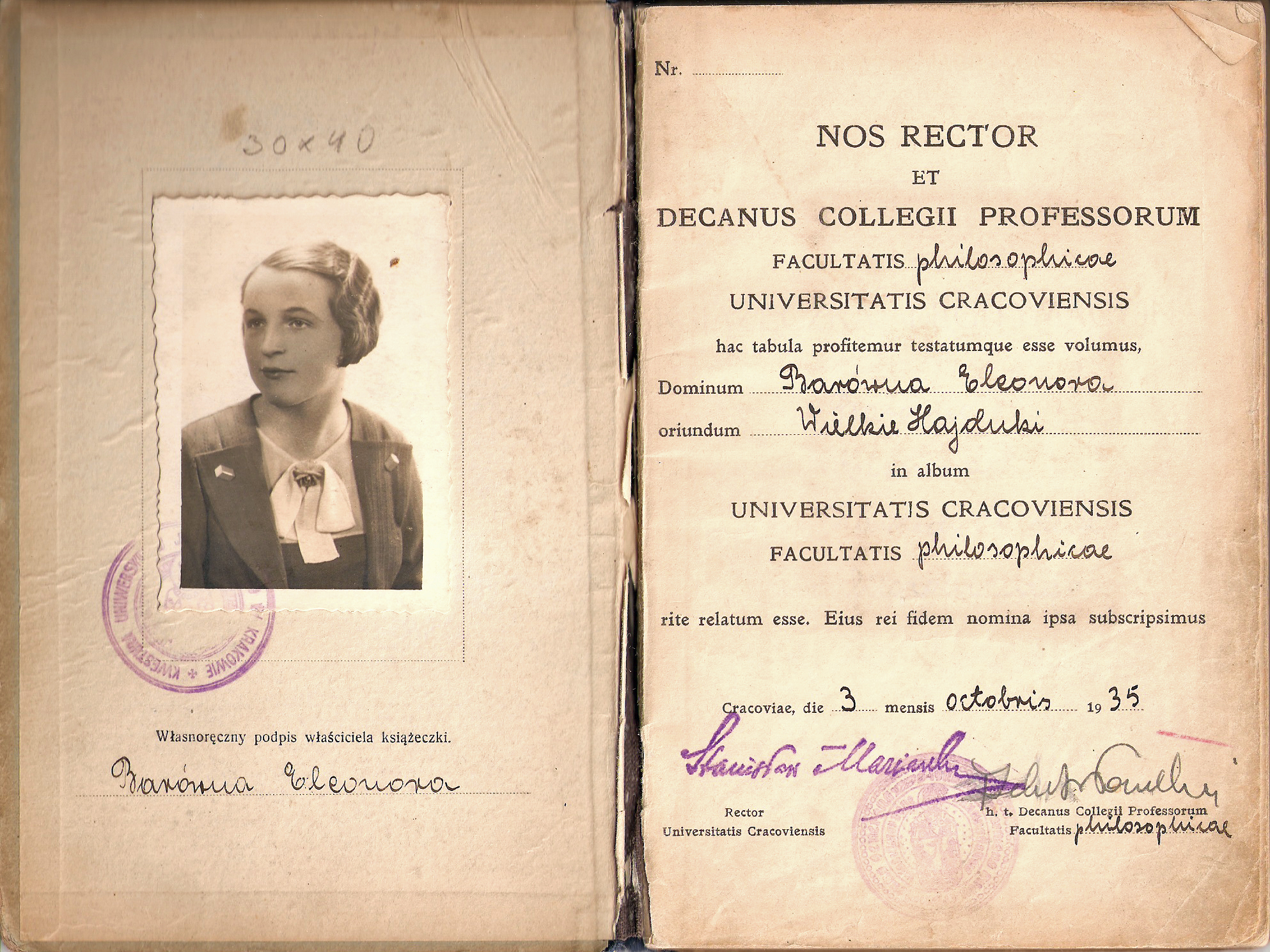
Indeks studentki Wydziału Filozoficznego z lat 30. XX w. Warto zwrócić uwagę na dominującą łacinę

Na początku XX wieku studiowało na Uniwersytecie Jagiellońskim około 3 tysięcy studentów, w tym także pierwsze kobiety, które mogły podjąć studia dopiero w 1894, najpierw na wydziale farmacji, a później i innych. Legendarną pierwszą studentką pozostaje jednak Nawojka, która podobno używała męskiego przebrania.
O politycznym życiu UJ aż do początków XX wieku decydowali konserwatyści. Na przełomie wieków wpływy zdobyli także nacjonaliści, socjaliści, ludowcy i w mniejszym stopniu chadecy. Spory między lewicowcami i prawicowcami dotyczące obecności duchownych na uczelni były powodem strajku z przełomu 1910 i 1911 roku.

### Okres międzywojenny

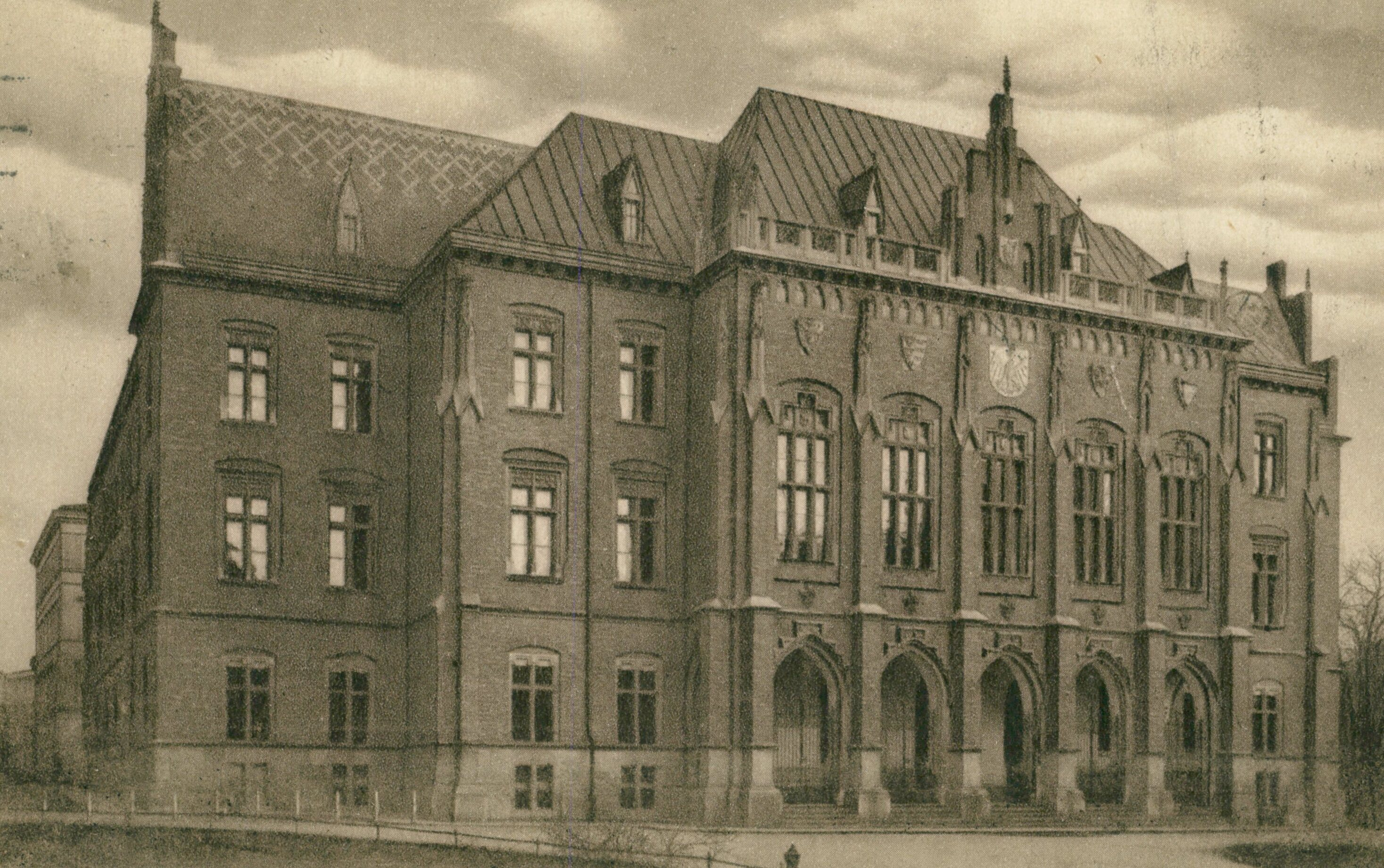
Uniwersytet Jagielloński, około 1927–1939

Po odzyskaniu niepodległości Uniwersytet Jagielloński był najważniejszym spośród istniejących wówczas pięciu polskich uniwersytetów (oprócz UJ drugim znanym ze światowego poziomu nauki polskim uniwersytetem był Uniwersytet Jana Kazimierza we Lwowie). Gdy po odzyskaniu niepodległości reaktywowano Uniwersytet Stefana Batorego, Uniwersytet Warszawski oraz utworzono Katolicki Uniwersytet Lubelski i Uniwersytet Poznański, kadra profesorska tych uczelni była zasilana w dużej mierze z uczelni krakowskiej i lwowskiej.
Po raz pierwszy kobieta na Uniwersytecie Jagiellońskim uzyskała habilitację w 1922 r., a pierwszą kobietę zatrudniono jako wykładowczynię w 1927 roku.
W okresie międzywojennym rozbudowano uniwersytet, powstał m.in. nowy gmach Biblioteki Jagiellońskiej. Jednak spory polityczne i kryzys ekonomiczny nie ominęły także uniwersytetu. Dochodziło m.in. do starć przedstawicieli różnych ugrupowań studenckich. Senat uczelni protestował przeciwko niektórym działaniom rządu, m.in. ograniczeniu autonomii szkół wyższych. Kryzys finansów państwowych w latach 30. doprowadził do likwidacji kilku katedr. W 1936 roku prezydent Ignacy Mościcki odznaczył Uniwersytet Jagielloński Krzyżem Kawalerskim Orderu Odrodzenia Polski „za osiągnięte w przeciągu wielowiekowego istnienia bezcenne zdobycze w dziedzinie polskiej nauki, pielęgnowania tradycji historycznych i patriotycznego wychowania wielu pokoleń”. W roku akademickim 1937/38 na wszystkich wydziałach uniwersytetu wprowadzono zasadę numerus clausus studentów pochodzenia żydowskiego, ograniczając ich liczbę do około 10% ogólnej liczby studiujących. W roku akademickim 1938/39 nie przyjęto żadnej osoby pochodzenia żydowskiego na medycynę i farmację.
Z tego okresu pochodzą tacy uczeni jak: matematycy Tadeusz Banachiewicz, Tadeusz Ważewski i Franciszek Leja, fizyk Władysław Natanson, językoznawcy Jan Michał Rozwadowski, Jan Łoś, Kazimierz Nitsch i Tadeusz Lehr-Spławiński oraz przedstawiciele innych nauk Konstanty Michalski, Rafał Taubenschlag, Adam Krzyżanowski, Tadeusz Sinko, Roman Dyboski oraz Władysław Konopczyński.

### II wojna światowa
Wybuch wojny był najtrudniejszym momentem historii uniwersytetu. 6 listopada 1939, pod pretekstem wykładu, okupanci zaprosili profesorów i asystentów uniwersytetu, których aresztowano w liczbie 144 i zesłano do obozu koncentracyjnego. Łącznie aresztowano w ramach Sonderaktion Krakau 183 osoby, w tym także profesorów i pracowników AGH. Wielu z nich udało się przeżyć, łącznie jednak w latach 1939–1945 zginęło 34 profesorów uniwersytetu, w tym także zamordowanych w Katyniu przez Rosjan. W czasie trwania wojny uniwersytet był zamknięty, a jego wyposażenie niszczone. Mimo to zorganizowano nauczanie na Tajnym Uniwersytecie Jagiellońskim, w którym udział brało około 900 studentów. Rektorem tajnego uniwersytetu został profesor Władysław Szafer. Zajęcia prowadziło 140 naukowców. W tym okresie zniszczeniu uległy przechowywane w schowku Collegium Novum dwa dokumenty erekcyjne uczelni z 1364 i 1400 oraz zginęła część akt fundacyjnych i stypendialnych, uczelnia straciła również wiele materiałów z lat trzydziestych XX w.

### Okres PRL
Zajęcia uniwersyteckie udało się uruchomić w miesiąc po zakończeniu okupacji Krakowa. Do Krakowa przyjechali zmuszeni przez Rosjan do repatriacji uczeni ze Lwowa i Wilna. Powojenna radość skończył się, gdy nadeszły czasy stalinizmu. Kontrolę nad uniwersytetem przejęła PZPR, która usunęła niektórych niepokornych profesorów. Wydzielonych zostało kilka wydziałów, z których stworzono nowe szkoły wyższe (Akademię Rolniczą, Akademię Wychowania Fizycznego, Akademię Medyczną), uległ też likwidacji Wydział Teologiczny. Niektórzy profesorowie, m.in.: Roman Ingarden, zostali wyrugowani z uczelni. Władze komunistyczne zlikwidowały także autonomię uczelni.
Mimo poważnego zahamowania badań w owym czasie działali naukowcy: Stanisław Pigoń, Juliusz Kleiner, Henryk Niewodniczański, Jan Dąbrowski, Władysław Szafer, Władysław Wolter, Jan Gwiazdomorski, Stefan Szuman. Na uczelni, na odłączonym później Wydziale Teologicznym, studiował Karol Wojtyła, późniejszy papież.
Przełom 1956 wpłynął na poprawę sytuacji uniwersytetu. Przy okazji jubileuszu 600-lecia założenia Uniwersytetu Jagiellońskiego powstało wiele nowych budynków uniwersyteckich (m.in. Collegium Paderevianum). Podczas obchodów 600-lecia założenia uczelni, 12 maja 1964 Władysław Gomułka wręczył rektorowi prof. Lepszemu Krzyż Wielki Orderu Odrodzenia Polski, przyznany Uniwersytetowi Jagiellońskiemu przez Radę Państwa „za wybitne osiągnięcia w rozwoju nauki polskiej”. W 1968 roku, po strajkach studenckich, Kraków opuściło kilku profesorów pochodzenia żydowskiego.
W tym okresie na uniwersytecie pracowali znani naukowcy: Adam Vetulani, Stanisław Nahlik, Jerzy Kuryłowicz, Karol Estreicher (młodszy), Tadeusz Dobrowolski, Kazimierz Wyka, Kazimierz Kordylewski, Jan Zurzycki, Kazimierz Gumiński, Tadeusz Ważewski, Franciszek Leja, Stanisław Gołąb czy Jacek Szarski.

### Po 1989
Po przemianach ustrojowych uniwersytet działa w warunkach, w których przywrócono mu szerszą autonomię. W 1993 włączono na powrót Collegium Medicum, do 2004 UJ był jedynym uniwersytetem w Polsce posiadającym wydziały medyczne. Uniwersytet współpracuje międzynarodowo – jest m.in. członkiem Grupy Coimbra zrzeszającej najstarsze uniwersytety kontynentu europejskiego, a także Europejskiego Stowarzyszenia Uniwersytetów, Sieci Utrechckiej, sieci IRUN i stowarzyszenia Europaeum. Wysoka jakość nauczania i prowadzonych badań potwierdzana jest przez niezależne rankingi uczelni.
Od kilkunastu lat na Ruczaju powstaje nowe miasteczko uniwersyteckie, tak zwany Trzeci Kampus, w którym ma się znaleźć najnowsza infrastruktura naukowo-technologiczna i gdzie lokowane są nowe budynki wydziałów ścisłych oraz przyrodniczych, a także Wydziału Zarządzania i Komunikacji Społecznej, gdzie mieści się między innymi siedziba radia akademickiego UJOT FM. W 2014 r. otwarto tam Małopolskie Centrum Biotechnologii.
Uchwałą z 18 grudnia 2013 Senat RP zdecydował o ustanowieniu roku 2014 Rokiem Wielkiego Jubileuszu Uniwersytetu Jagiellońskiego.

## Podstawowe statystyki
| Ranking     | Ranking | Ranking | Ranking | Ranking | Ranking | Ranking | Ranking | Ranking | Ranking | Ranking | Ranking | Ranking | Ranking | Ranking | Ranking | Ranking | Ranking | Ranking | Ranking | Ranking | Ranking | Ranking | Ranking |
| Ranking     | 2003    | 2004    | 2005    | 2006    | 2007    | 2008    | 2009    | 2010    | 2011    | 2012    | 2013    | 2014    | 2015    | 2016    | 2017    | 2018    | 2019    | 2020    | 2021    | 2022    | 2023    | 2024    | 2025    |
| ----------- | ------- | ------- | ------- | ------- | ------- | ------- | ------- | ------- | ------- | ------- | ------- | ------- | ------- | ------- | ------- | ------- | ------- | ------- | ------- | ------- | ------- | ------- | ------- |
| Perspektywy | –       | –       | –       | –       | 2       | 1       | 1       | 2       | 2       | 1       | 1       | 2       | 1=      | 2       | 1=      | 1=      | 2       | 1       | 1       | 2       | 1=      | 2       | –       |
| QS World    | –       | –       | –       | –       | –       | –       | –       | –       | –       | 401–450 | –       | 376=    | 371=    | 411–420 | 431–440 | 461–470 | 411     | 338     | 326     | 309=    | 293=    | 304=    | 312=    |
| Times       | –       | –       | –       | –       | –       | –       | –       | –       | –       | 301–350 | 351–400 | –       | –       | 601–800 | 601–800 | 601–800 | 601–800 | 601–800 | 501–600 | 501–600 | 601–800 | 601–800 | –       |
| ARWU        | 401–450 | 302–403 | 301–400 | 301–400 | 305–402 | 303–401 | 303–401 | 303–400 | 301–400 | 301–400 | 301–400 | 301–400 | 301–400 | 401–500 | 401–500 | 401–500 | 301–400 | 401–500 | 401–500 | 401–500 | 401–500 | –       | –       |
| CWUR        | –       | –       | –       | –       | –       | –       | –       | –       | –       | –       | –       | 479     | 451     | 429     | 421     | 381     | 362     | 375     | 376     | 381     | 383     | 386     | –       |

W Rankingu Szkół Wyższych 2012, 2013 i 2015 „Perspektyw” i „Rzeczpospolitej” Uniwersytet Jagielloński został uznany za najlepszą uczelnię w Polsce. Uczelnia zajęła 41. miejsce w rankingu brytyjskiego tygodnika „Times Higher Education” stu najlepszych placówek naukowych dwudziestu rynków wschodzących. W ogólnoświatowym rankingu szanghajskim jest klasyfikowany na miejscach 401–500.
Według ogólnoświatowego rankingu publikowanego przez The Times Higher Education Supplement (QS World University Rankings) Uniwersytet Jagielloński plasuje się pomiędzy miejscem 401 a 450 (Uniwersytet Warszawski sklasyfikowany jest na 344. pozycji), zaś w rankingu Center for World University Rankings zajął 429. miejsce.
Według webometrycznego rankingu uniwersytetów świata ze stycznia 2015, pokazującego zaangażowanie instytucji akademickich w Internecie, uczelnia zajmuje 1. miejsce w Polsce wśród uniwersytetów, a na świecie 287. pośród wszystkich uczelni.
Historyczne statystyki dotyczące liczby studentów uczelni:
| Rok akademicki | Semestr I | Semestr II |
| -------------- | --------- | ---------- |
| 1860/1861      | 274       | 240        |
| 1870/1871      | 621       | 561        |
| 1900/1901      | 1406      | 1255       |

Współczesne statystyki
- liczba wydziałów: 16
- liczba kierunków: 166
- liczba specjalności: 149
- liczba studentów:
  - ogółem: 33794 (w tym Collegium Medicum)[76]
    - studia stacjonarne i niestacjonarne: 33 014
    - studia podyplomowe: 2052
    - studia doktoranckie: 1687
    - studenci obcokrajowcy(dane na rok 2013): 1615
- liczba pracowników (stan na 27 grudnia 2023 r.[3]):
  - ogółem: 8838
    - nauczycieli akademickich: 4821
    - pracownicy nie będący nauczycielami akademickimi: 4017

## Wydziały
- Wydział Biochemii, Biofizyki i Biotechnologii
- Wydział Biologii
- Wydział Chemii
- Wydział Filologiczny
- Wydział Filozoficzny
- Wydział Fizyki, Astronomii i Informatyki Stosowanej
- Wydział Geografii i Geologii[77]
- Wydział Historyczny
- Wydział Matematyki i Informatyki
- Wydział Polonistyki
- Wydział Prawa i Administracji
- Wydział Studiów Międzynarodowych i Politycznych
- Wydział Zarządzania i Komunikacji Społecznej

Collegium Medicum
- Wydział Lekarski
- Wydział Farmaceutyczny
- Wydział Nauk o Zdrowiu

## Jednostki poza- i międzywydziałowe oraz wspólne
- Archiwum UJ
- Biblioteka Jagiellońska
- Biblioteka Medyczna UJ CM
- Biblioteka Nauk Przyrodniczych UJ
- Centrum Badań Ilościowych nad Polityką (CBIP)
- Centrum Doskonalenia Dydaktyki Akademickiej – Ars Docendi UJ
- Centrum Edukacji Przyrodniczej UJ
- Centrum Językowe UJ CM
- Centrum Kopernika Badań Interdyscyplinarnych
- Centrum Rozwoju Systemów Zintegrowanych
- Centrum Transferu Technologii (CITTRU)
- Centrum Zdalnego Nauczania
- Jagiellońskie Centrum Badań Afrykanistycznych
- Jagiellońskie Centrum Interdyscyplinarnych Badań nad Kulturą
- Jagiellońskie Centrum Językowe (JCJ)
- Jagiellońskie Centrum Rozwoju Leków
- Jagiellońskie Centrum Studiów Migracyjnych
- Jagielloński Uniwersytet Trzeciego Wieku
- Małopolskie Centrum Biotechnologii
- Medyczne Centrum Kształcenia Podyplomowego UJ
- Międzywydziałowe Indywidualne Studia Humanistyczne
- Narodowe Centrum Promieniowania Synchrotronowego „Solaris”
- Polski Ośrodek Naukowy UJ w Londynie
- Studia Matematyczno-Przyrodnicze
- Studium Pedagogiczne
- Studium Wychowania Fizycznego i Sportu UJ
- Studium Wychowania Fizycznego i Sportu UJ CM

Ponadto działają:
- Krakowski Chór Akademicki Uniwersytetu Jagiellońskiego
- Wszechnica Uniwersytetu Jagiellońskiego

### Muzea
Uniwersytet Jagielloński prowadzi 10 muzeów, które prezentują zbiory dotyczące historii uniwersytetu i niektórych jego wydziałów, oraz zbiory eksponatów z wybranych dziedzin gromadzonych przez stulecia przez krakowskich naukowców. Najcenniejsze zbiory znajdują się w Muzeum Uniwersytetu Jagiellońskiego, które mieści się w historycznym budynku Collegium Maius. Znajdują się tam m.in. Globus Jagielloński, jeden z pierwszych globusów, na którym oznaczono nowy kontynent – Amerykę, przyrządy używane przez Mikołaja Kopernika, drewnianą rzeźbę króla Kazimierza Wielkiego z XIV wieku oraz wiele innych cennych eksponatów.
Pozostałe muzea to
- Muzeum Historii Uniwersytetu i Nauki w Collegium Maius
- Muzeum Farmacji CMUJ
- Muzeum Anatomii CMUJ
- Muzeum Anatomopatologiczne CMUJ
- Muzeum Wydziału Lekarskiego CMUJ
- Centrum Edukacji Przyrodniczej[78] (początkowo Muzeum Historii Naturalnej; w organizacji) – powstaje na nowym kampusie, W skład CEP docelowo wchodzić ma 5 początkowo odrębnych muzeów funkcjonujących w ramach Wydziałów Biologii oraz Geografii i Geologii:
  - Muzeum Historii Ogrodu i Botaniki UJ w Ogrodzie Botanicznym
  - Muzeum Paleobotaniczne UJ przy Ogrodzie Botanicznym
  - Muzeum Geologiczne UJ
  - Muzeum Zoologiczne UJ
  - Muzeum Antropologiczne UJ

## Kampusy i budynki uczelniane
Uniwersytet Jagielloński posiada cztery odrębne kampusy oraz budynki rozproszone po różnych częściach Krakowa, poza kampusami.

### I Kampus
Uniwersytet Jagielloński użytkuje ponad 100 budynków na terenie całego miasta. Najstarsze budynki uniwersyteckie znajdują się na Starym Mieście, w jego zachodniej części skupionej wzdłuż ulic: Gołębiej, św. Anny i Jagiellońskiej. Tutaj też znajduje się wybudowane w 1887 Collegium Novum, które jest siedzibą władz Uniwersytetu: rektora i dziekanów. Powstało ono niedaleko najstarszego budynku uniwersyteckiego w Polsce Collegium Maius, który od 1400 był kolegium profesorów, a obecnie znajduje się tu muzeum Uniwersytetu. Kilka budynków znajduje się w innych częściach Starego Miasta, zwłaszcza przy ulicy Grodzkiej w Krakowie i Rynku Głównym.
Ważniejsze budynki uniwersyteckie:
| Zdjęcie | Nazwa                                                                        | Data powstania                  | Adres                               |
| ------- | ---------------------------------------------------------------------------- | ------------------------------- | ----------------------------------- |
|         | Collegium Maius                                                              | XV, XVI, XIX, 1948–64           | ul. św. Anny 8–10 / Jagiellońska 15 |
|         | Collegium Minus                                                              | XV–XX                           | ul. Gołębia 11                      |
|         | Collegium Iuridicum                                                          | XV, XVII, 1721, XIX             | ul. Grodzka 53                      |
|         | Collegium Novum                                                              | 1883–1887                       | ul. Gołębia 24                      |
|         | Collegium Broscianum                                                         | pocz. XVII, XIX                 | ul. Grodzka 52-54                   |
|         | Collegium Nowodworskiego                                                     | 1639–43, 1786, 1855             | ul. św. Anny 12                     |
|         | Collegium Witkowskiego (dawne Collegium Physicum)                            | 1911–1913                       | ul. Gołębia 13                      |
|         | Collegium Kołłątaja (tzw. Collegium Physicum)                                | 1786–1791, 1825–1836, 1850–1853 | ul. św. Anny 6                      |
|         | Collegium Wróblewskiego (tzw. Collegium Chemicum lub Collegium Olszewskiego) | XVII, 2 poł. XIX                | ul. Olszewskiego 2                  |
|         | Kolegium Opolskie                                                            | XV/XVI, XVIII, 1891             | ul. Gołębia 16                      |
|         | Arsenał Królewski                                                            | 1643, XVIII–XX                  | ul. Grodzka 64                      |
|         | Pałac Larischa                                                               | XV, poł. XVIII, 1815            | pl. Wszystkich Świętych 6           |

### II Kampus
Budynki powstałe przy ulicach w okolicy Biblioteki Jagiellońskiej, niedaleko kompleksu budynków Akademii Rolniczej i Akademii Górniczo-Hutniczej. Przy ulicy Krupniczej zbudowano Auditorium Maximum z aulą wykładową na ponad 1000 osób.
| Zdjęcie | Nazwa                       | Data powstania | Adres              |
| ------- | --------------------------- | -------------- | ------------------ |
|         | Collegium Paderevianum      | 1964           | al. Mickiewicza 9  |
|         | Małe Collegium Paderevianum |                | ul. Mickiewicza 11 |
|         | Collegium Paderevianum II   | 2013–2015      | ul. Krupnicza      |
|         | Collegium Sanockie          | 1882–1883      | ul. Batorego 12    |
|         | Collegium Geologicum        | 1962           | ul. Oleandry 2a    |
|         | Kolegium Śląskie            | 1926           | ul. Mickiewicza 3  |
|         | Auditorium Maximum          | 2003–2005      | ul. Krupnicza 33   |

### III Kampus
- Budynki Kampusu 600-lecia Odnowienia Uniwersytetu Jagiellońskiego znajduje się w dzielnicy VIII przy ulicach: Łojasiewicza i Gronostajowej.

### Rozproszone budynki Collegium Medicum
Szpital Uniwersytecki znajdował się na terenie Wesołej przy ulicach: Kopernika, Botanicznej, Grzegórzeckiej i Śniadeckich. Część klinik działa tam nadal. Przy ul. Kopernika znajduje się Theatrum Anatomicum.
W roku 2019 przeniesiono większość klinik do nowego szpitala przy ul. Macieja Jakubowskiego 2 w Prokocimiu, znajdującego się obok Dziecięcego Szpitala Uniwersyteckiego. Szpital stanowi bazę dydaktyczną i naukową Collegium Medicum Uniwersytetu Jagiellońskiego.

### Obiekty poza kampusami
Uniwersytet dysponuje rozrzuconymi po mieście obiektami, do których należą:
- Zamek w Przegorzałach, gdzie mieści się Instytut Europeistyki Uniwersytetu Jagiellońskiego
- Obserwatorium Astronomiczne
- Pałac Pusłowskich w Krakowie
- Domy gościnne UJ w Przegorzałach, przy ulicach Floriańskiej i Piłsudskiego
- Domy profesorów UJ przy: al. Mickiewicza, al. Słowackiego, pl. Inwalidów, ul. Łokietka.

## Publikacje
Prace naukowe badaczy Uniwersytetu Jagiellońskiego publikowane są w kilkudziesięciu czasopismach i zeszytach naukowych:
Czasopisma
- Acta Physica Polonica B (Instytut Fizyki)
- Ad Americam (Instytut Amerykanistyki i Studiów Polonijnych)
- Bio-Algorithms and Med-Systems (Zakład Bioinformatyki i Telemedycyny Collegium Medicum)
- Electrum (Instytut Historii)
- Foton (Instytut Fizyki)
- Kwartalnik Filozoficzny (PAU/UJ Instytut Filozofii)
- Nowy Filomata (Instytut Filologii Klasycznej)
- Peregrinus Cracoviensis (Instytut Geografii i Gospodarki Przestrzennej)
- Politeja (Wydział Studiów Międzynarodowych i Politycznych)
- Principia (Instytut Filozofii)
- Psychoterapia (Katedra Psychoterapii Collegium Medicum)
- Psychiatria i Psychoterapia (Katedra Psychoterapii Collegium Medicum)
- Reports on Mathematical Logic (Zespół Katedr i Zakładów Informatyki Matematycznej)
- Reports on Philosophy (Instytut Filozofii)
- The Jagiellonian University Year Book of Labour Law (Katedra Prawa Pracy)
- Schedae Informaticae (Instytut Informatyki i Matematyki Komputerowej)
- Studia Etymologica Cracoviensia (Wydział Filologiczny)

Seria Zeszyty Naukowe UJ
- Acta Cosmologica (Obserwatorium Astronomiczne)
- Modus (Prace z Historii Sztuki) (Instytut Historii Sztuki)
- Opuscula Musealia (Muzeum UJ)
- Prace Archeologiczne (Instytut Archeologii)
- Prace Botaniczne (Instytut Botaniki)
- Prace Etnograficzne (Instytut Etnologii)
- Prace Fizyczne (Instytut Fizyki)
- Prace Geograficzne (Instytut Geografii i Gospodarki Przestrzennej)
- Prace Historyczne (Instytut Historii)
- Prace Historyczno-Literackie (Instytut Filologii Słowiańskiej)
- Prace Językoznawcze, od 2006 kontynuowane przez Studia Linguistica Universitatis Iagellonicae Cracoviensis (Wydział Filologiczny)
- Prace Pedagogiczne (Instytut Pedagogiki)
- Prace Polonijne (Instytut Studiów Polonijnych i Etnicznych)
- Prace Prawnicze (Wydział Prawa i Administracji)
- Prace Psychologiczne (Instytut Psychologii)
- Prace z Nauk Politycznych (Instytut Nauk Politycznych)
- Prace z Wynalazczości i Ochrony Własności Intelektualnej (IWiOWI)
- Prace Zoologiczne (Instytut Zoologii)
- Studia Austro-Polonica (Instytut Historii)
- Studia Religiologica (Instytut Religioznawstwa)
- Universitatis Iagellonicae Acta Mathematica (Instytut Matematyki)
- Zeszyty Prasoznawcze (Ośrodek Badań Prasoznawczych)

## Studenci i absolwenci
Ludzie nauki i kultury
- Jan Długosz (brak dyplomu)
- Mikołaj Kopernik
- Jan Kochanowski
- Hugo Kołłątaj
- Karol Olszewski
- Tadeusz Boy-Żeleński
- Bronisław Malinowski
- Stanisław Lem
- Stanisław Wyspiański (wolny słuchacz – brak dyplomu)
- Wisława Szymborska (brak dyplomu)

Królowie Polski
- Jan III Sobieski

Papieże
- Karol Wojtyła

Prezydenci Rzeczypospolitej Polskiej
- Andrzej Duda

Premierzy Polski
- Józef Cyrankiewicz
- Beata Szydło

Premierzy innych krajów
- Kazimierz Badeni (Austria)

## Wykładowcy
Wśród wybitnych profesorów byli prawnik Paweł Włodkowic, medyk i historyk Maciej Miechowita, historycy Józef Szujski, Michał Bobrzyński i Władysław Konopczyński oraz filozof Roman Ingarden.

## Władze
Władze Uniwersytetu Jagiellońskiego w kadencji 2024–2028:
- rektor: prof. dr hab. Piotr Jedynak
- prorektor ds. dydaktyki: prof. dr hab. Paweł Laidler
- prorektor ds. Collegium Medicum: prof. dr hab. Maciej Tadeusz Małecki
- prorektor ds. rozwoju: prof. dr hab. Bartosz Brożek
- prorektor ds. polityki kadrowej i finansowej: prof. dr hab. Joanna Zalewska-Gałosz
- prorektor ds. nauki: prof. dr hab. Wojciech Macyk
- prorektor ds. współpracy międzynarodowej: prof. dr hab. Jarosław Górniak